# ریچارد چین
ریچارد چین (انگلیسی: Richard Chin؛ زادهٔ ۱۵ اکتبر ۲۰۰۲) بازیکن فوتبال است.